# Kanton Savigny-sur-Orge
Canton de Savigny-sur-Orge je francouzský kanton v departementu Essonne v regionu Île-de-France. Vznikl 20. července 1967. 24. ledna 1985 se z něj vyčleněnila obec Morangis.

## Složení kantonu
| Obec             | Počet obyvatel (2008) | PSČ   | INSEE       |
| ---------------- | --------------------- | ----- | ----------- |
| Savigny-sur-Orge | 37 319                | 91600 | 91 3 99 589 |